# パレスIII

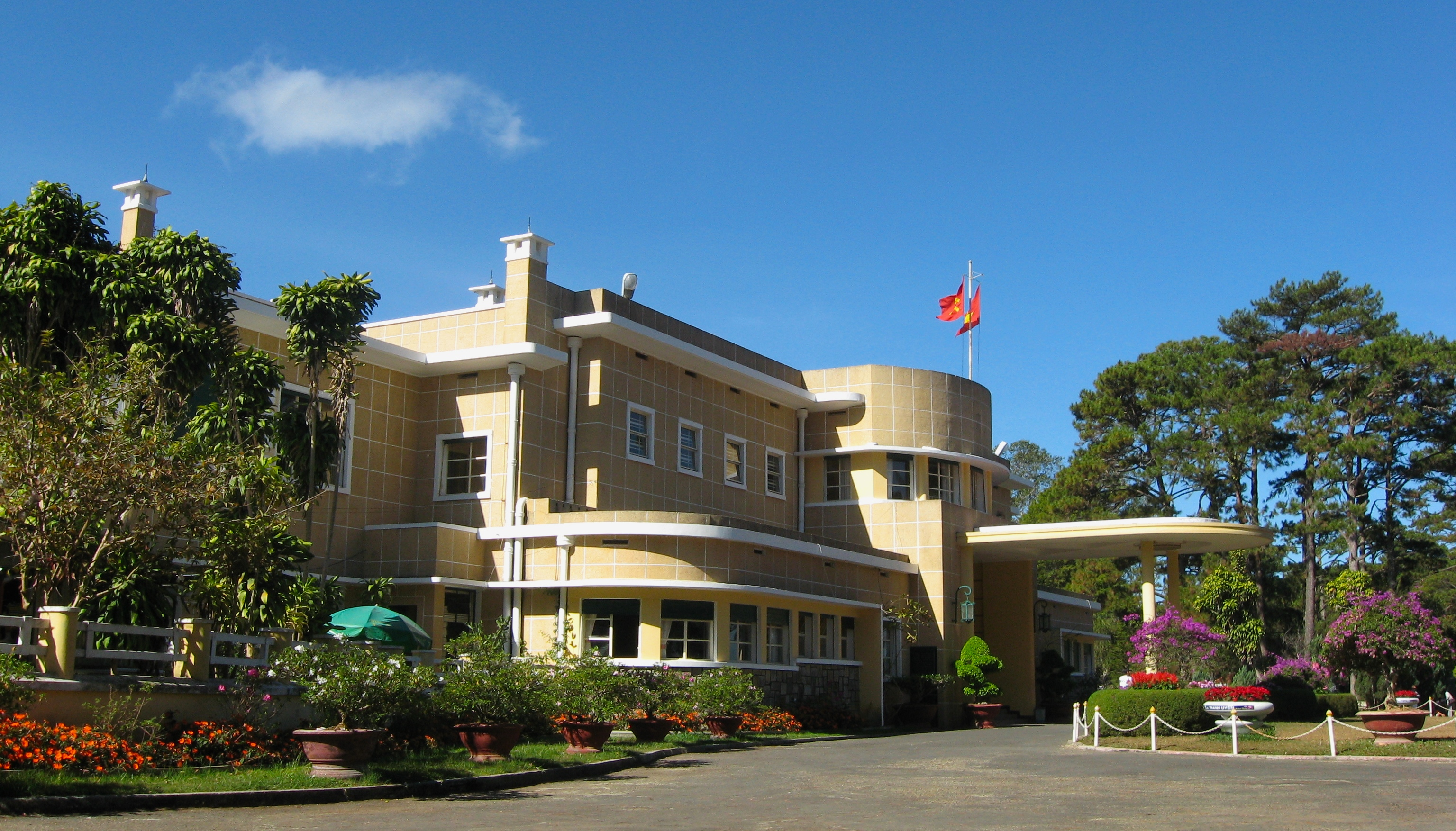
パレスIII

パレスⅢ（ベトナム語：Dinh III、Dinh Bảo Đại / 營三、營保大）は、バオダイ宮殿としても知られるパレスIIIは、1933年から1938年の間に建てられ、バオダイ帝の家族がダラット市に住み、執務をしていた場所として知られている。 パレスIIIは、Paul VeysseyreとArthur Kruzeという二人のフランスの建築家によって設計された。

## 概要

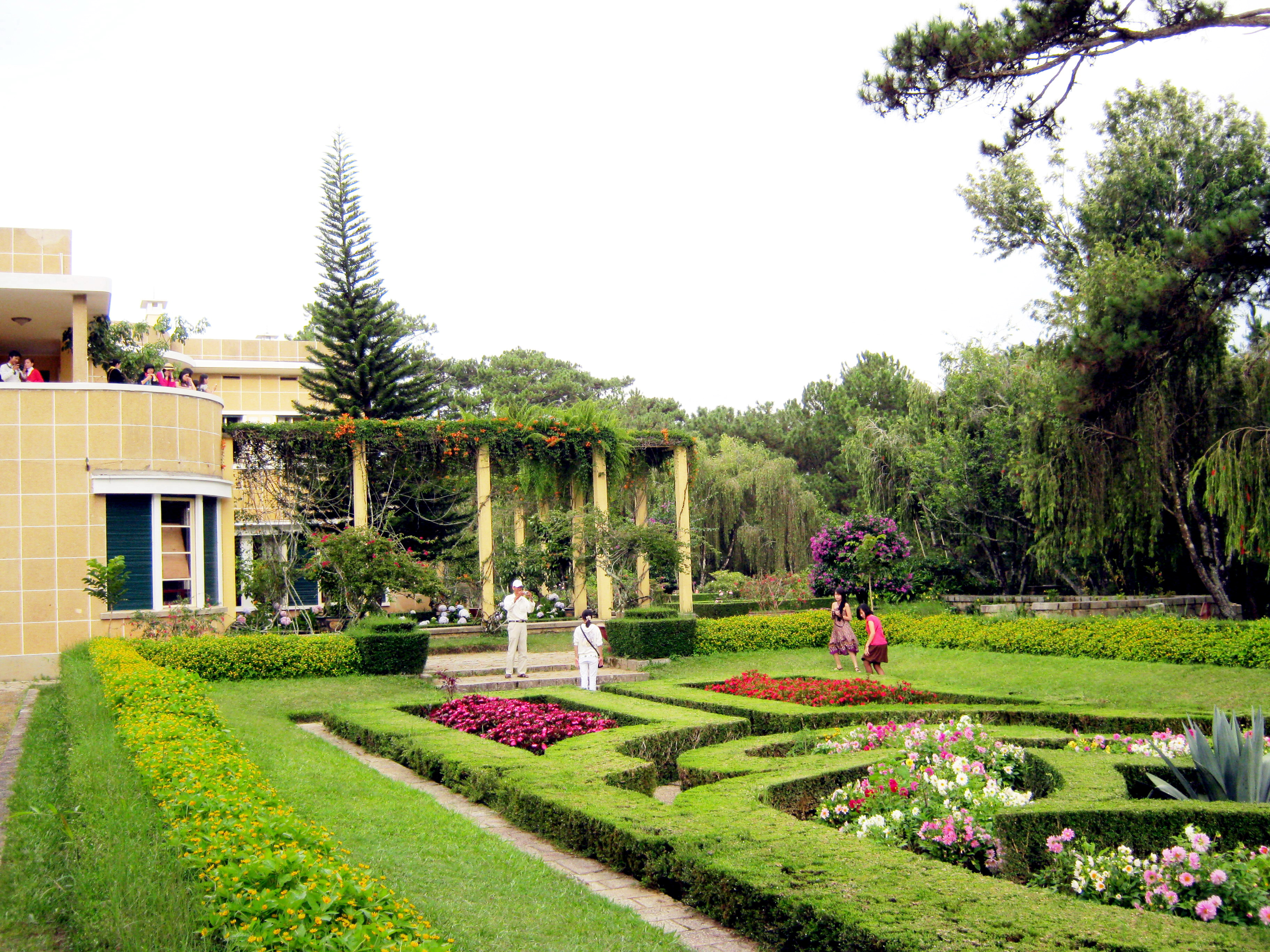
中庭

パレスⅢは、ヨーロッパ建築の影響を大きくうけており、二階建ての宮殿となっている：
- 1階：会議、宴会、外国人ゲストや政府関係者のレセプションの場所として使用されている。入口正面のロビーは応接室となっている。右側はバオダイ帝の執務室兼図書館。左側は会議室となっている。奥側には娯楽室がある。宮殿の建築デザインは、建築と自然の調和のとれた要素が注目されている。宴会室には未だに記念品が展示されており、バオダイ帝に贈呈されたシハヌーク王子（カンボジア）によるアンコールワットの絵がある。
- 2階：宮殿の2階全体は、バオダイ帝、南芳皇后、王女とバオロン王子、阮福芳王女、阮福芳王子、バオタン王子の寝室を含む家族の生活に使用されていた。皇帝の寝室の外には美しい月見スペースがあり、皇后と王女が月を見る場所として使用されていた。

バオダイ帝はダラット出身の資産家グエン・フー・ハオの娘・南芳皇后（本名グエン・フー・ティラン）を皇后としていた。南芳皇后が子供たちをフランスに留学させた後の1949年以降、バオダイ帝は3人の妻がおり、ブイモンディエップ、 ピアン、ジェニーウン夫人（香港出身）と一緒に暮らしていた。
バオダイ帝が亡命生活のためにフランスに移った後、ゴ・ディン・ジエム政府が高級リゾートとして使用し、後にグエン・バン・チューが使用した。ベトナム戦争が終わった後、パレスⅢはラムドン省党委員会の財務委員会に属し、2000年半ばから管理するためにスアンフォン観光サービス会社に割り当てられた。

## 文化遺産
パレスⅢは、独特なヨーロッパ建築としての価値に加え、フエ王宮の骨董品なども保存されている。
宮殿の地下には、地下のワインセラーが備わっている。他には、バオダイ帝が狩猟した虎や象の皮、象牙の3セットが保管されている。このように、パレスⅢには、他の二つの宮殿よりも多くの魅力的な要素がある。

## 写真

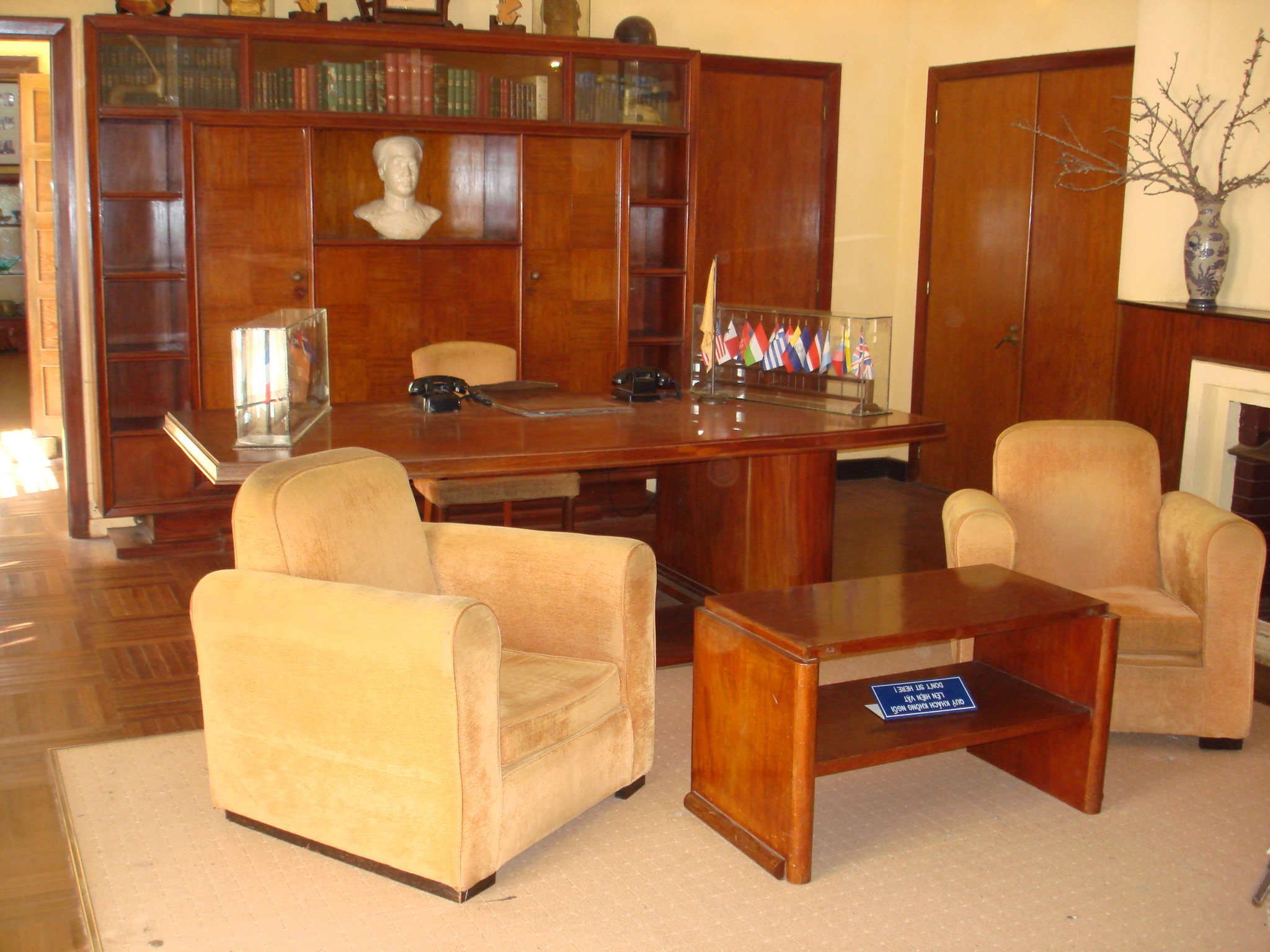
バオダイ帝の執務室
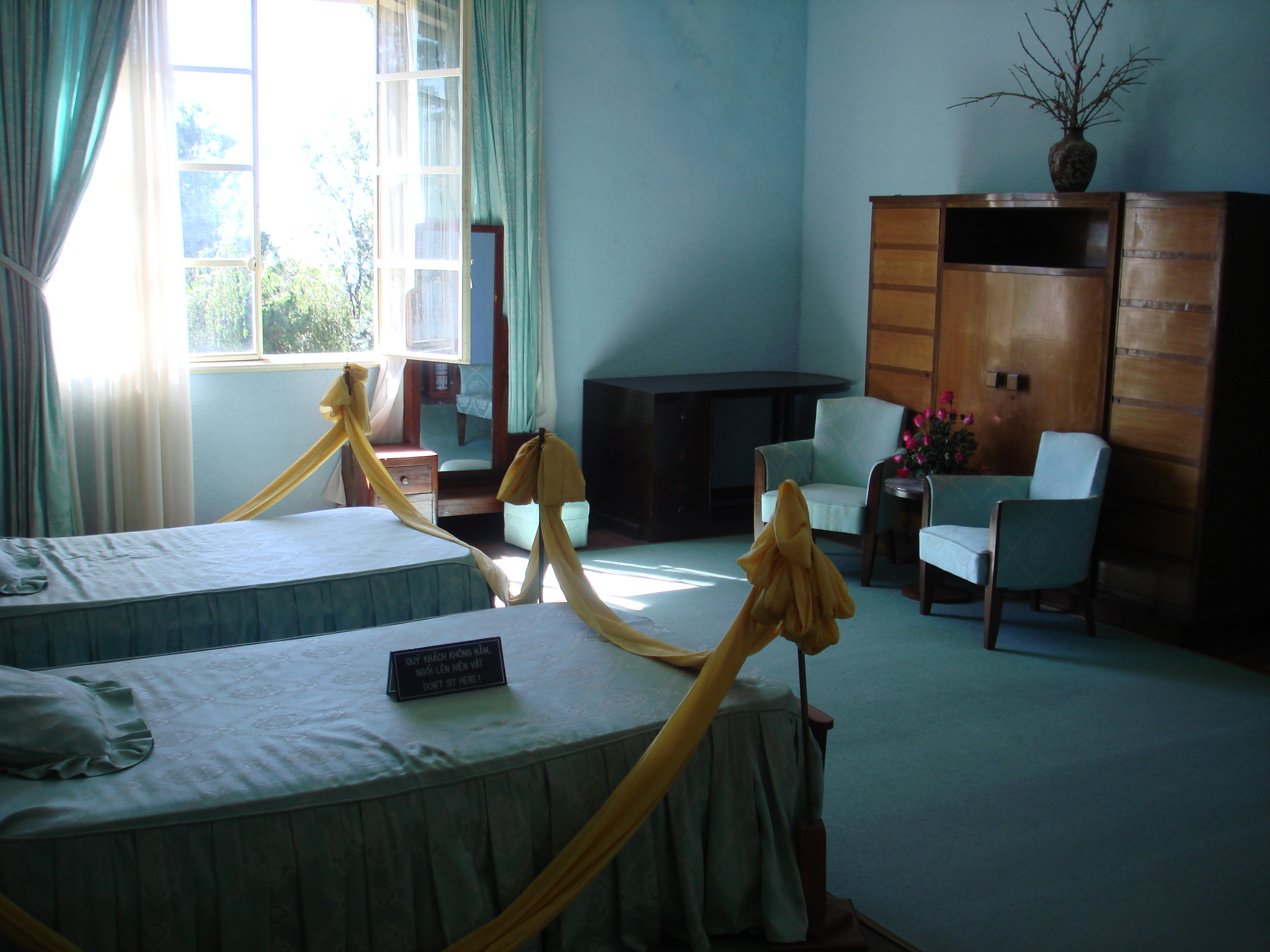
第三パレス帝の王女の寝室(Phương Mai と Phương Liên)
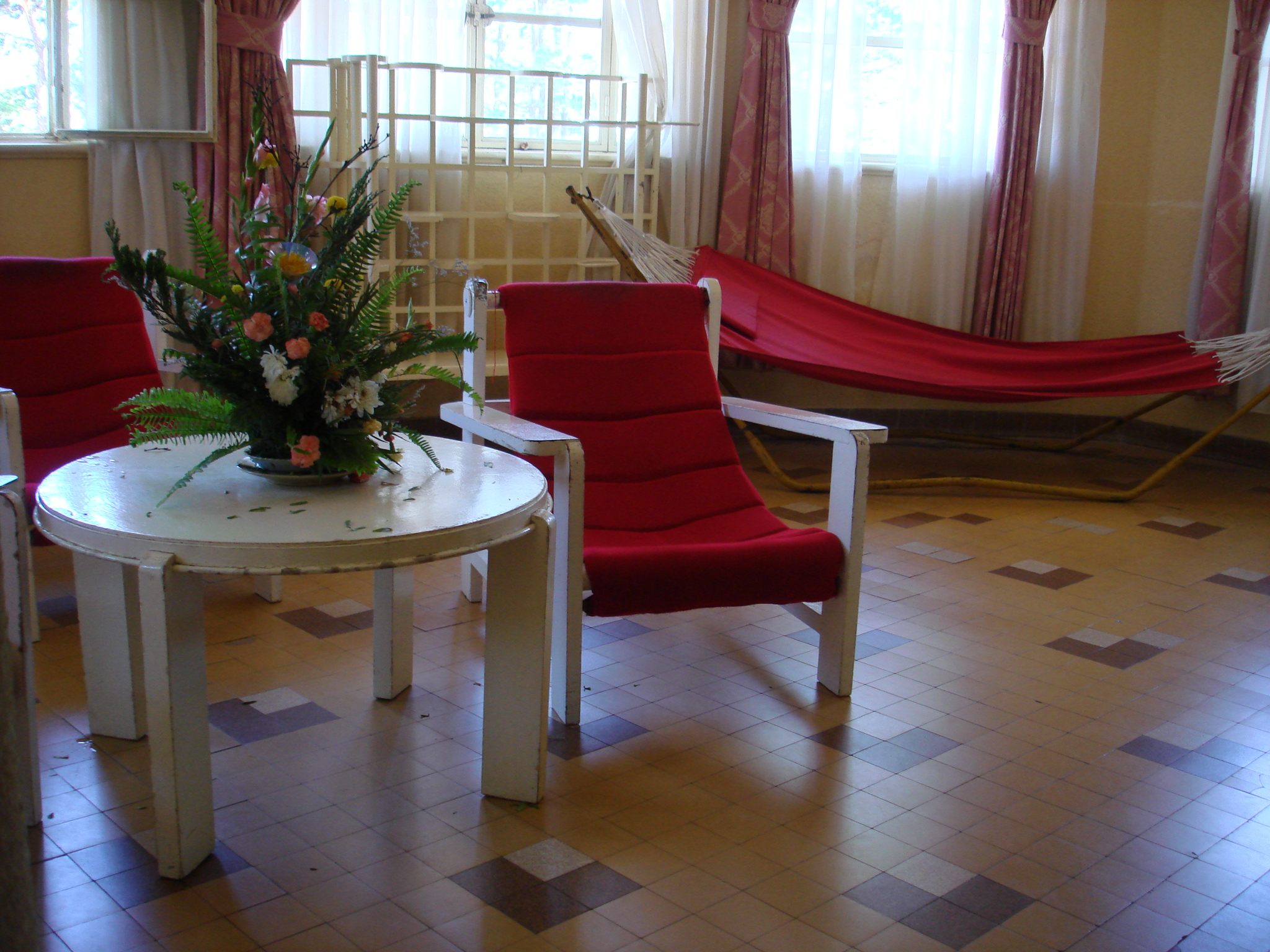
第三パレス内のバオダイ帝の娯楽部屋
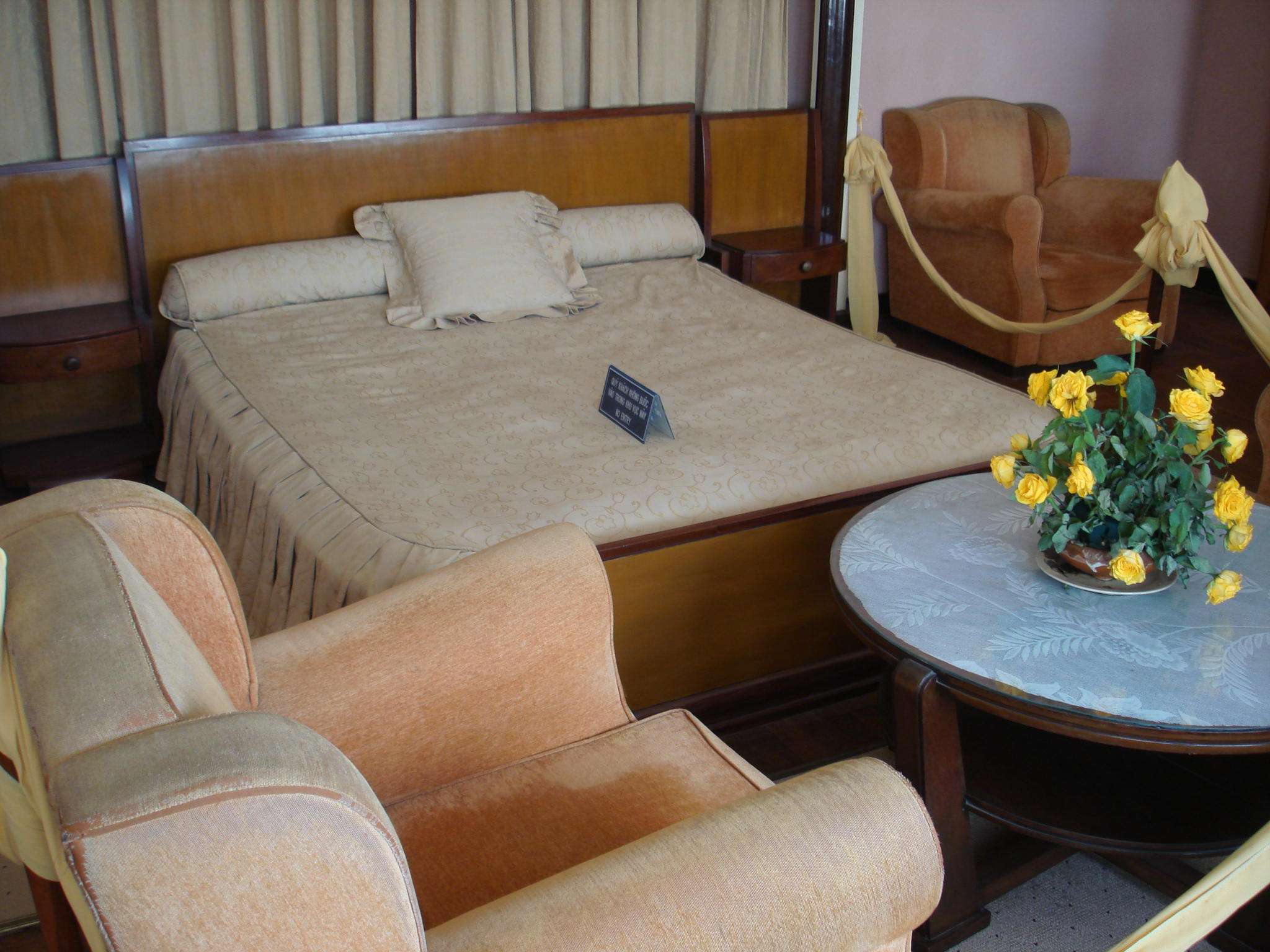
バオダイ帝の寝室
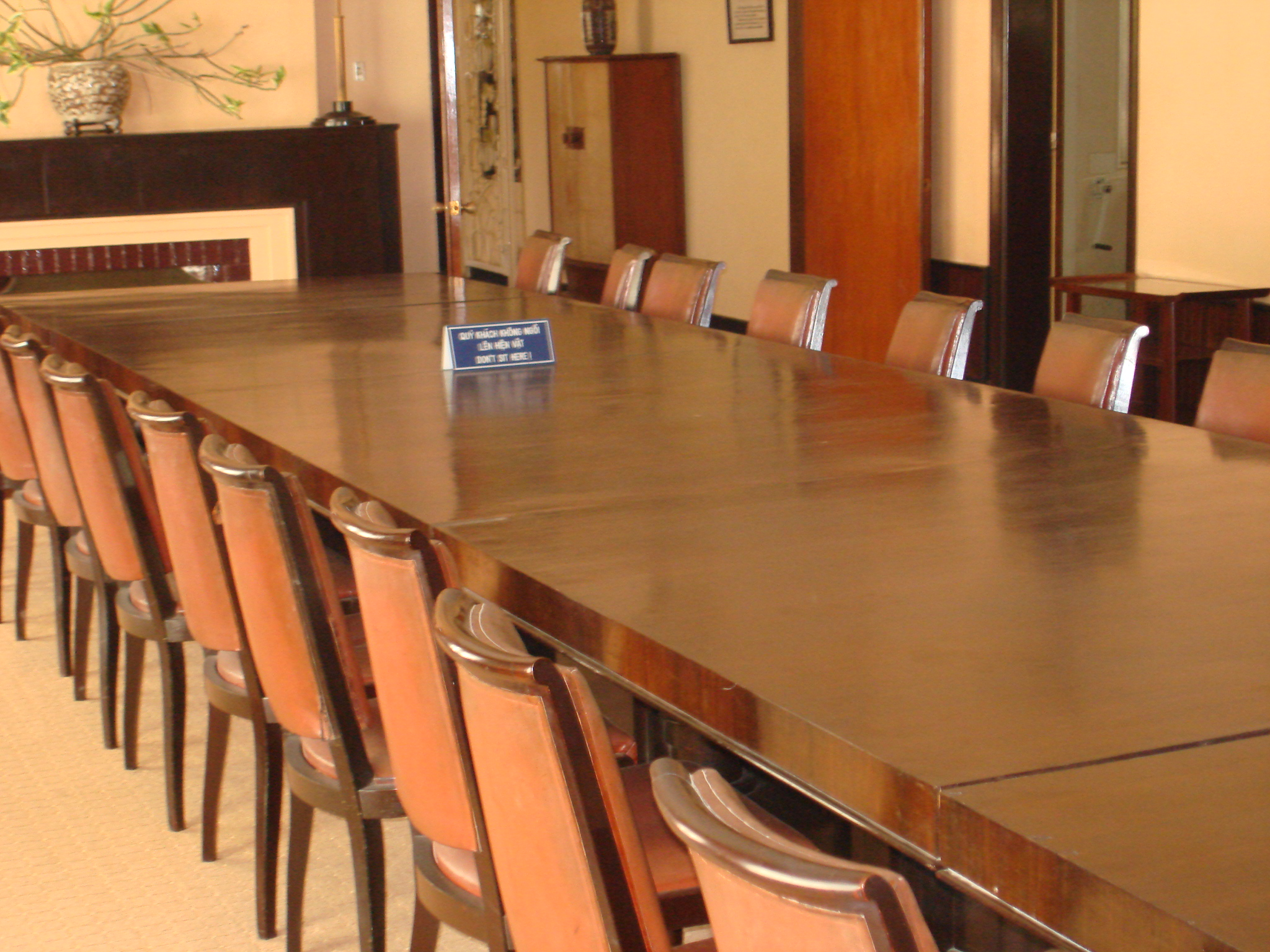
第三パレス内のバオダイ帝の接客室のテーブル
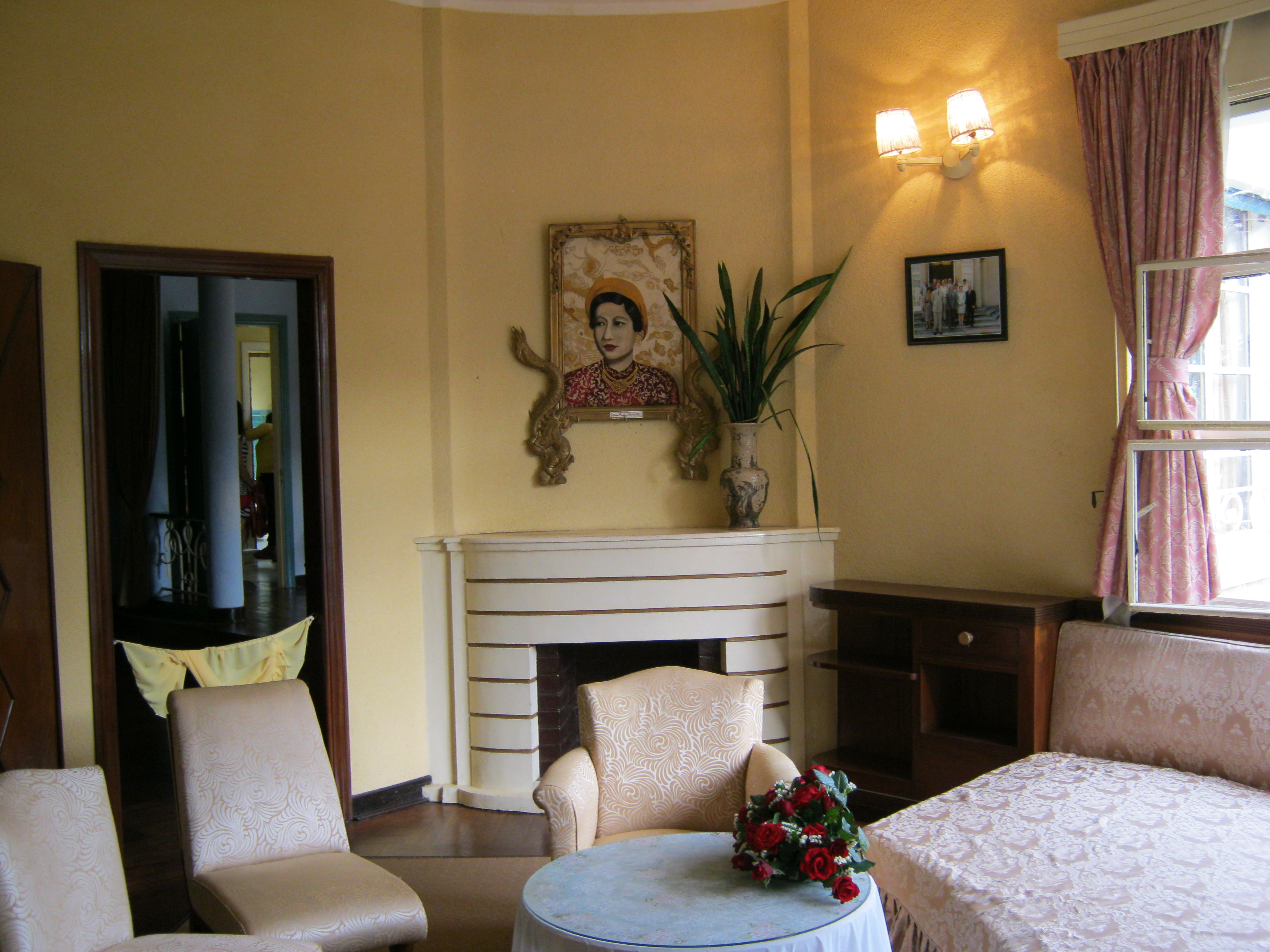
南芳皇后の個室
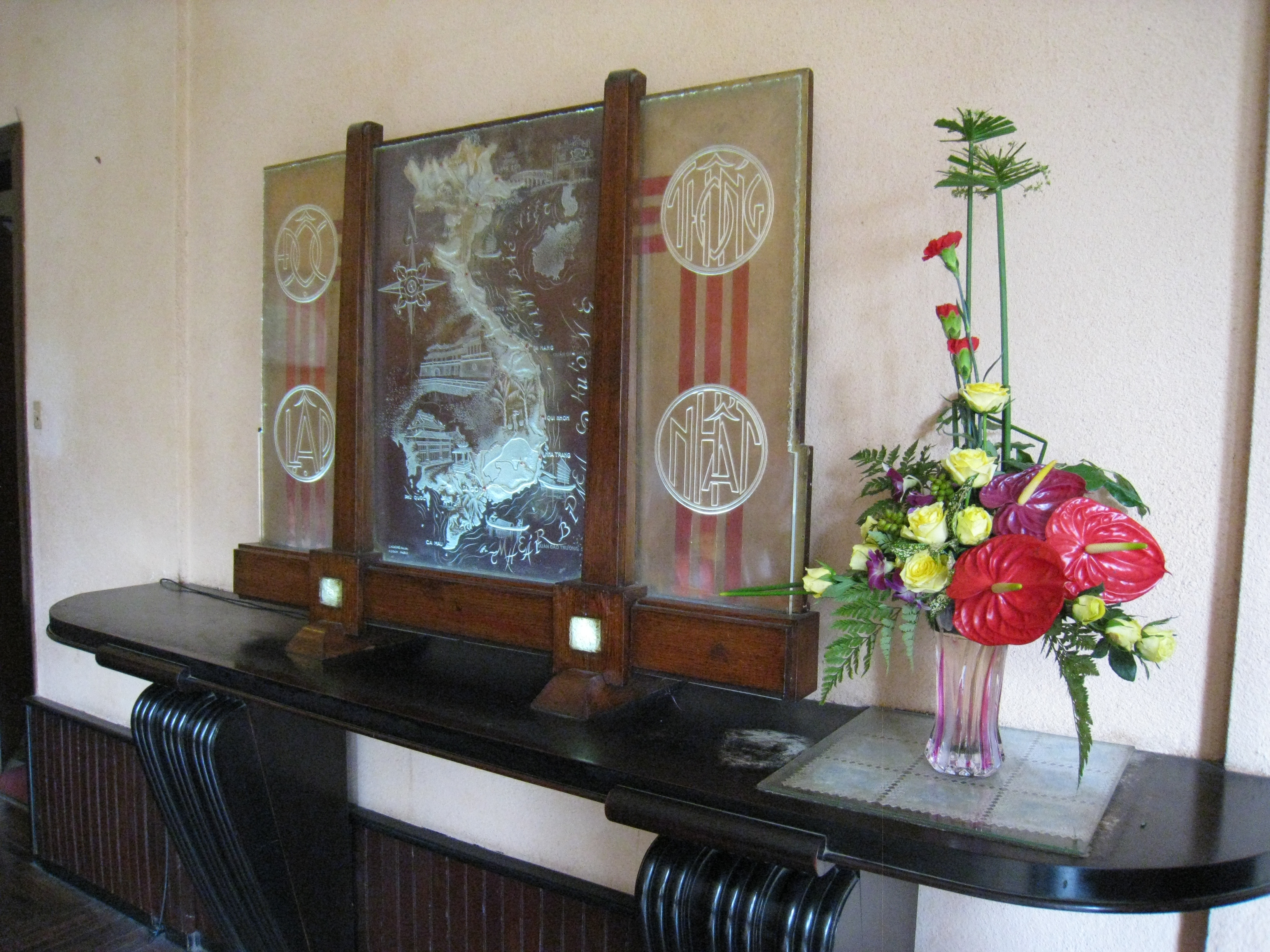
展示室